# Eseebu
Eseebu – gaun wikas samiti we wschodniej części Nepalu w strefie Kośi w dystrykcie Terhathum. Według nepalskiego spisu powszechnego z 2001 roku liczył on 606 gospodarstw domowych i 3539 mieszkańców (1814 kobiet i 1725 mężczyzn).